# Taufik Batisah
Taufik Batisah, född 10 december 1981, är en sångare från Singapore som är av indiskt påbrå. 
Han blev känd år 2004 då han vann den första säsongen av Singapore Idol, Singapores version av programformatet Idols. Sedan dess har han släppt fyra studioalbum.

## Diskografi

### Studioalbum
- 2005 - Blessings
- 2006 - All Because of You
- 2007 - Teman Istimewa
- 2008 - Suria Hatiku